# Shang Di
Shang Di, Shangdi o Shang Ti (上帝S, ShàngdìP) è il Dio, importante e supremo, ma poco conosciuto, della dinastia cinese degli Shang. Compariva anche nei testi delle dinastie successive (Zhou, Qin e Han) sotto un aspetto simile al Cielo (天S, tiānP), amministratore di tutte le cose, al quale verrà assimilato nel culto imperiale instaurato dal confucianesimo.
"Shang" significa "precedente" o  "superiore"; "di", di cui il significato d'origine rimane incerto, fu impiegato sotto la dinastia Zhou come prefisso dei nomi postumi degli ultimi due imperatori Shang, e dei nomi di re leggendari come Yao e Shun. Il Primo imperatore unì il carattere "dì" con "huáng" (皇), termine indicante gli eroi civilizzatori, al fine di creare la parola imperatore (皇帝). A partire da questo momento "di" ha dunque chiaramente il senso di "imperatore", per cui "shangdi" sarebbe "imperatore supremo".
"Shangdi" è un termine talvolta utilizzato come qualifica rispettosa per gli dei taoisti (esempio: Yuhuang Shangdi, "Grande Dio Imperatore di Giada"). Questo termine è stato scelto per tradurre la parola Dio in una delle due versioni cinese della Bibbia protestante, e resta la traduzione più corrente di questo termine in Cina.

## Iscrizioni oracolari
Le iscrizioni oracolari Shang che si collocano tra la metà del XIV secolo e l'XI secolo provengono quasi tutte dalla capitale; le indicazioni che contengono riguardano esclusivamente il culto reso alla famiglia reale. Gli altri aspetti della religione degli Shang restano fuori dalla portata della curiosità dei ricercatori. Queste iscrizioni sono brevi, ellittiche, e soprattutto nell'ultimo periodo della dinastia, più della metà dei segni non sono stati identificati con certezza. In tale contesto bisogna interpretare i termini "shang" e "di".
Il carattere "di" presenta all'origine una forma totalmente differente da quella sua attuale: è un fascio di raggi in cui alcuni credono di vedere una fascina destinata al sacrificio dal fuoco citato negli oracoli. Appariva il più delle volte da solo che combinato con il carattere "shang"; la combinazione xiàdì (下帝) è anche accertata, così come un'iscrizione dove "di" è preceduto da nuvola (dio delle nuvole?). È possibile che "di" fosse un nome comune, tuttavia il "Di" citato nelle iscrizioni sembra essere un'entità specifica autonoma dagli antenati imperiali o dagli elementi naturali individuali, dato che ad esso non vengono offerti sacrifici, mentre alle altre divinità sì. A volte tuttavia sono menzionati dei sacrifici a suoi "emissari" (tra cui il vento o i "cinque ministri meritevoli"). "Di" sembra controllare soprattutto i fenomeni naturali, ma anche altri avvenimenti importanti, sembra avere in alcune iscrizioni intenzioni di tipo umano. Vista la rarità delle informazioni disponibili, gli esperti non sono riusciti in alcun modo a provare nessuna di queste ipotesi.

## Periodo Han e successivi
Sotto gli Han (-206~220), quando viene citato, Shangdi è assimilato ad altri dei, come Ma Rong (馬融 79-166), il dio Taiyi (太一神, Taiyishen, Grande Uno), che sarà la divinità principale dei Taiping o come Zheng Xuan (鄭玄) (127-200), il Cielo. Gao You lo immagina abitante nel recinto imperiale, zona celeste che si trova attorno alla stella polare, da dove gli dei stellari governano il destino dell'imperatore e della sua corte.
Shangdi è sconosciuto dai culti popolari, taoisti, o altri, che fanno la loro apparizione storica durante il periodo dei regni combattenti e sotto gli Han. Il suo nome è utilizzato solo occasionalmente come titolo onorifico attribuito a qualche altro dio. Tuttavia il suo ricordo si è conservato nel confucianesimo tramite i classici che restarono nel programma riservato all'educazione dei funzionari fino al 1904. Nel culto imperiale che i confuciani cercarono di promuovere, Shangdi è un altro appellativo al Cielo (Huangtian Shangdi 皇天上帝). 
Via via nel tempo Shangdi/Cielo si è arricchito di una dimensione di creatore sconosciuta fino alla fine degli Han, ispirata ai miti d'origine indiana o taoista come Pangu o i Tre Puri, come testimonia un saluto fatto a Shangdi nel Tempio del cielo, dall'imperatore Jiajing (嘉靖) (1521 - 1566 ) della dinastia Ming.

## Testi cristiani
La presenza di uno Shangdi, "imperatore supremo", nell'antica religione cinese, attirò naturalmente l'attenzione dei missionari cristiani. Tuttavia i cattolici scelsero l'appellativo "Signore del Cielo" (天主 tianzhu), per il loro Dio. Furono i protestanti attivi nel sud della Cina nel XIX secolo, tra cui James Legge, autore di una trascrizione correntemente utilizzata nei paesi anglosassoni prima del pinyin, a scegliere la parola Shangdi per indicare Dio. I missionari del nord arrivati all'inizio del XX secolo preferirono utilizzare il termine "Shen" (神), sempre simile alla parola Dio. Shangdi quindi indica Dio di tipo abramitico e il suo concetto equivalente in filosofia.